# Ulesta perspicua
Ulesta perspicua là một loài tò vò trong họ Ichneumonidae.